# Cylindroiulus burzenlandicus
Cylindroiulus burzenlandicus är en mångfotingart som beskrevs av Karl Wilhelm Verhoeff 1907. Cylindroiulus burzenlandicus ingår i släktet Cylindroiulus och familjen kejsardubbelfotingar. Utöver nominatformen finns också underarten C. b. maculatus.